# Магдаченко Віктор Іванович
Віктор Іванович Магдаче́нко (нар. 25 грудня 1942, Шевченкове) — український живописець, художник-монументаліст; член Національної спілки художників України з 1990 року.

## Біографія
Народився 25 грудня 1942 року в селищі Шевченковому (нині місто Долинська Кіровоградської області, Україна). Упродовж 1968—1974 років навчався у Харківському художньо-промисловому інституті, де його викладачами буди закрема Євген Биков, Борис Косарєв, Олександр Мартинець, Владислав Шаламов.
Після здобуття фахової освіти працював на Чернігівському художньо-виробничому комбінаті. З кінця 1990-х років — на творчій роботі. Живе в Чернігові, в будинку на вулиці Серьожникова, № 2, квартира 36.

## Творчість
Працює у галузіі станкового живопису і монументального мистецтва. У реалістичному стилі створює пейзажі, натюрморти.  Провідна тема творчості Віктора Магдаченка – закоханість у поліську землю, її природу. У станковому малярстві Віктор Іванович віддає перевагу натюрмортам, пейзажам Сіверщини. Блакитне небо, дзеркальна гладінь ріки, осінні дерева чи весняні мотиви на його полотнах створюють душевний затишок, гармонію, добробут, суголосні почуттям самого живописця. Позначені індивідуальною манерою і монументальні твори художника. Для його творчого почерку характерні краса й декоративність колірних сполучень, чіткість і виразність форми. Автор глибоко знається на українському фольклорі, народній пісні – він широко використовує їх поетичну образність у своїй творчості.
Серед творів художника варто назвати наступні:
- «Натюрморт осінній» (1984);
- «Їхали козаки із Дону додому» (1990);
- «Польові квіти» (1992);
- «Гарбузи» (1992);
- «Лютики» (1992);
- «Плесо» (1992);
- «Горобина» (1993);
- «Калина» (1993);
- «Жоржини» (1993);
- «Вечір» (1994);
- «Ранок. Десна» (1995);
- «Бузок» (1997);
- «Натюрморт із келихом» (2000);
- «Осінь на Снові» (2003);
- «Соняшники» (2003);
- «Айстри» (2003);
- «Натюрморт із жасмином» (2009);
- «Козак Мамай» (2010);
- «Дім Тимофія» (2011);
- «Повінь на Снові» (2015).

Створював фрески та мозаїки для підприємств, громадських приміщень, шкіл. Автор монументальних розписів:
- «Свято врожаю» в Будинку культури телеграфно-телефонної станції у Чернігові (1986, левкас, темпера);
- «Пори року» в їдальні заводу «Хімволокно» у Чернігові (1987, левкас, темпера);
- «Художник і природа» в об'єднанні «Хімволокно» в Чернігові (1988, левкас, темпера);
- «Легенда про червоне козацтво» в Музеї М. Кропивницького в Ніжині (1989, левкас, темпера);
- «Запорозький козацький монументальний марш» (1989, не збережено).

Бере участь у всеукраїнських мистецьких виставках з 1970 року. Персональні виставки відбулися у Чернігові у 1995, 1998, 2002, 2013 роках. 
Окремі полотна художника зберігаються у Чернігівському художньому музеї.